# Ophion internigrans
Ophion internigrans är en stekelart som beskrevs av Kokujev 1906. Ophion internigrans ingår i släktet Ophion och familjen brokparasitsteklar. Inga underarter finns listade i Catalogue of Life.